# Hôtel du marquis de la Tourette
L'hôtel du marquis de la Tourette est un hôtel particulier situé à Tournon-sur-Rhône, en France.

## Localisation
L'édifice est situé au 2 place Saint-Julien sur la commune de Tournon-sur-Rhône, dans le département de l'Ardèche.

## Historique
La construction des bâtiments intérieurs a commencé au début du XVIe siècle mais la façade date du XVIIIe siècle.
L'édifice est inscrit au titre des monuments historiques le 26 mars 1936.
L'hôtel est racheté par la commune en 1951[réf. souhaitée]. En 2023, il abrite notamment l'office du tourisme, la bibliothèque municipale, et un centre culturel[réf. souhaitée].